# 林俊 (清朝)
林俊（?—?），廣東人，清朝军事人物。
林俊於1774年（乾隆39年）奉旨接替顏鳴皐，於台灣地區擔任澎湖水師協副將。而隸屬台灣鎮之下的此官職職等為正二品，是台灣清治時期的這階段，扼守台灣海峽的重要武將，並統帥兩標水營，數千名水師兵勇。
| 前任： 顏鳴皋 | 澎湖水師協副將 1774年上任 | 繼任： 招萬成 |